# Wiltonia porina
Wiltonia porina là một loài nhện trong họ Orsolobidae.
Loài này thuộc chi Wiltonia. Wiltonia porina được Raymond Robert Forster & Norman I. Platnick miêu tả năm 1985.